# Osama Hawsawi
Osama Abdulrzag Hawsawi (en àrab: أسامة هوساوي; La Meca, 31 de març de 1984) és un exjugador de futbol de l'Aràbia Saudita, que jugava com a defensa. Va ser internacional i capità de la selecció nacional del seu país.

## Trajectòria
Hawsawi va iniciar la seva carrera professional a l'Al-Wahda, on es va convertir en un jugador regular del primer equip. Després de disputar 59 partits i marcar un gol, Hawsawi va fitxar per l'Al-Hilal. Mentre l'entrenador va ser Eric Gerets, el jugador saudita va ser nomenat capità de l'equip. A l'Al-Hilal Hawsawi va guanyar set títols, inclosos tres títols de lliga i quatre copes del príncep.
L'abril de 2012 Hawsawi va signar un contracte per dues temporades amb el club belga RSC Anderlecht, convertint-se en l'únic membre de la selecció nacional del moment en jugar a Europa. Hawsawi també es va convertir en el primer jugador saudita en jugar amb l'equip belga i a la lliga belga. Tot i així, només va disputar un partit oficial amb el conjunt belga. El novembre del mateix 2012 Hawsawi seria traspassat a l'Al-Ahli per 1,5 milions d'euros.
El 2016 Hawsawi va ser traspassat a l'Al-Hilal per 5,5 milions de dòlars. In his first season he won the Saudi King's Cup & the Saudi Professional League.

## Palmarès
Al-Hilal
- Primera divisió saudita (3): 2009–10, 2010–11 i 2016-2017
- Copa del Príncep de la Corona (4): 2008–09, 2009–10, 2010–11 i 2011–12
- Copa del rei (1): 2017

Anderlecht
- Supercopa belga (1): 2012

Al-Ahli
- Copa del Príncep de la Corona: 2014–15
- Primera divisió saudita: 2015-16
- Copa del rei: 2016